# Medio Cudeyo
Medio Cudeyo là một đô thị trong tỉnh và cộng đồng tự trị Cantabria, Tây Ban Nha. Đô thị này có diện tích là 26,78 ki-lô-mét vuông, dân số năm 2009 là 7597 người với mật độ 283,68 người/km². Đô thị này có cự ly 15 km so với tỉnh lỵ Santander.